# Rue des Annelets
La rue des Annelets est une voie publique du 19e arrondissement de Paris (France).

## Situation et accès
La rue débute au 17, rue des Solitaires et se termine au 14, rue de l'Encheval, cette dernière la continuant. En 2023, le sens de circulation va de la rue de l'Encheval à la rue des Solitaires.

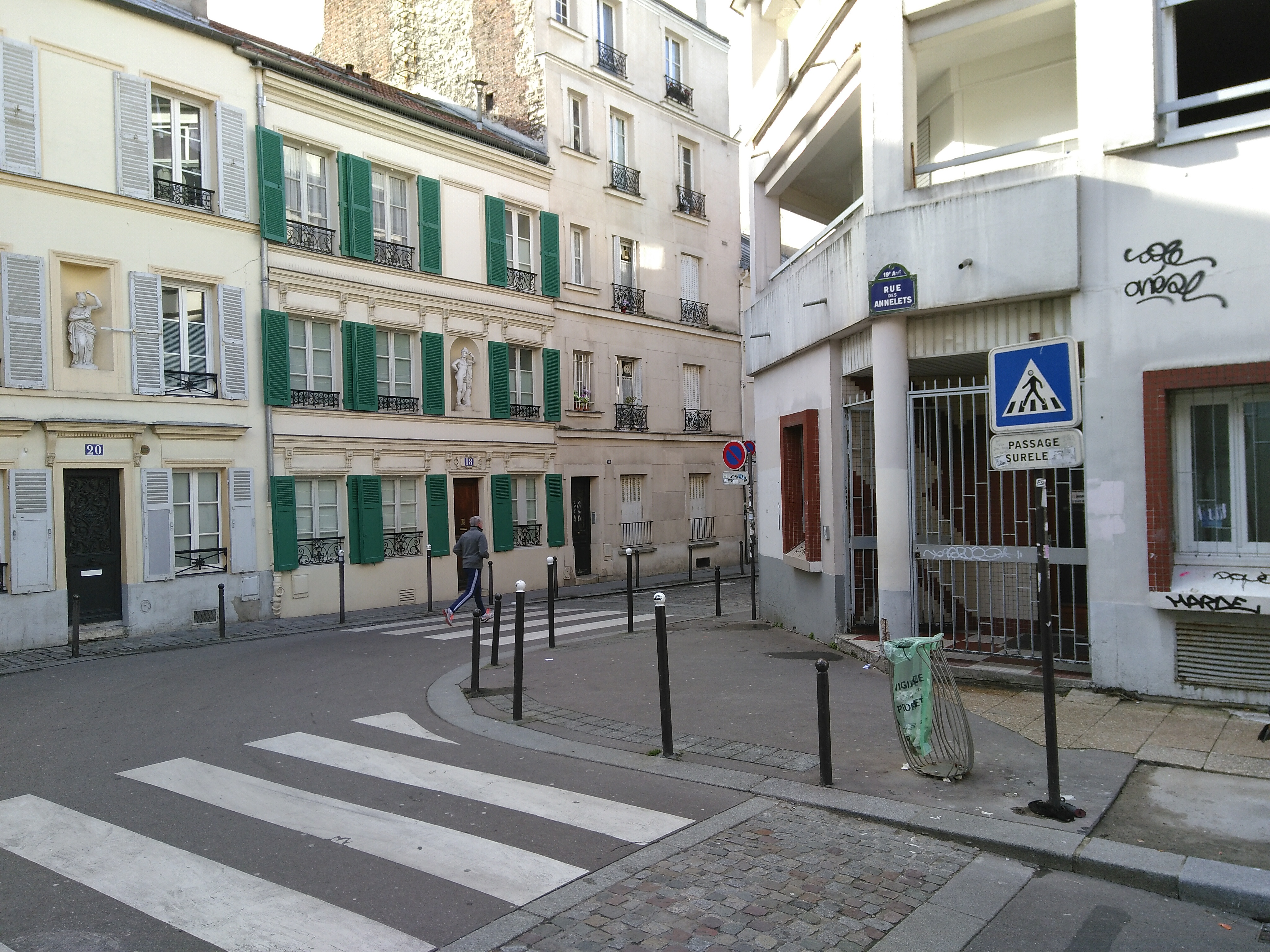
L'une des entrées de la rue.

## Origine du nom
D'après E. Jacomin, la rue des Annelets actuelle est tracée sur le lieu-dit désigné en 1277 sous le nom de « vigne d'Agnel » ou « d'Aignelet ».
« Aignelet » désignant un petit agneau en ancien français, et bien que le mot « annelet » désigne un petit anneau en héraldique, le mot « annelet » serait donc pour cette rue davantage à rapprocher du mot « agneau, et non du mot « anneau » ni du mot« âne » .
Il témoigne donc, tout comme le mot « encheval », du passé agricole du quartier.
Avec le lieu-dit « les Prés Annelets » à Serris (en Seine-et-Marne) et la « rue Annelet » à Lihons (Somme),  il semblerait que ce soit la seule utilisation du mot « annelet » en toponymie française.

## Historique
Cette voie de l'ancienne commune de Belleville figure à l'état de chemin sur le plan cadastral de 1812.
Elle est classée dans la voirie parisienne par un décret du 23 mai 1863.
La partie qui était comprise entre les rues de Crimée et Arthur-Rozier a pris en 1881 le nom de « passage des Annelets », puis en 1961 celui de « villa Albert-Robida ».

## Bâtiments remarquables et lieux de mémoire
Le 30 janvier 1918, durant la première Guerre mondiale, le no 98 est touché lors d'un raid effectué par des avions allemands.
Le personnage joué par Marcel Mouloudji, quant à lui natif de Belleville, est poursuivi rue des Annelets par la police, dans le film policier La Souricière du romancier et cinéaste Henri Calef en 1950.
Une habitante a pu témoigner que dans les années 1960 existait un petit restaurant appelé L'Âne laid, vers l'actuel no 18.[réf. nécessaire]
Au numéro 37, un discret studio d’enregistrement dénommé « (Studio) Plus XXX » a vu passer des artistes comme Serge Gainsbourg, Jane Birkin, Francis Cabrel, Julien Clerc, etc., entre 1969 et 2009. Il perdure sous le nom de Talk Over dans les années 2020.

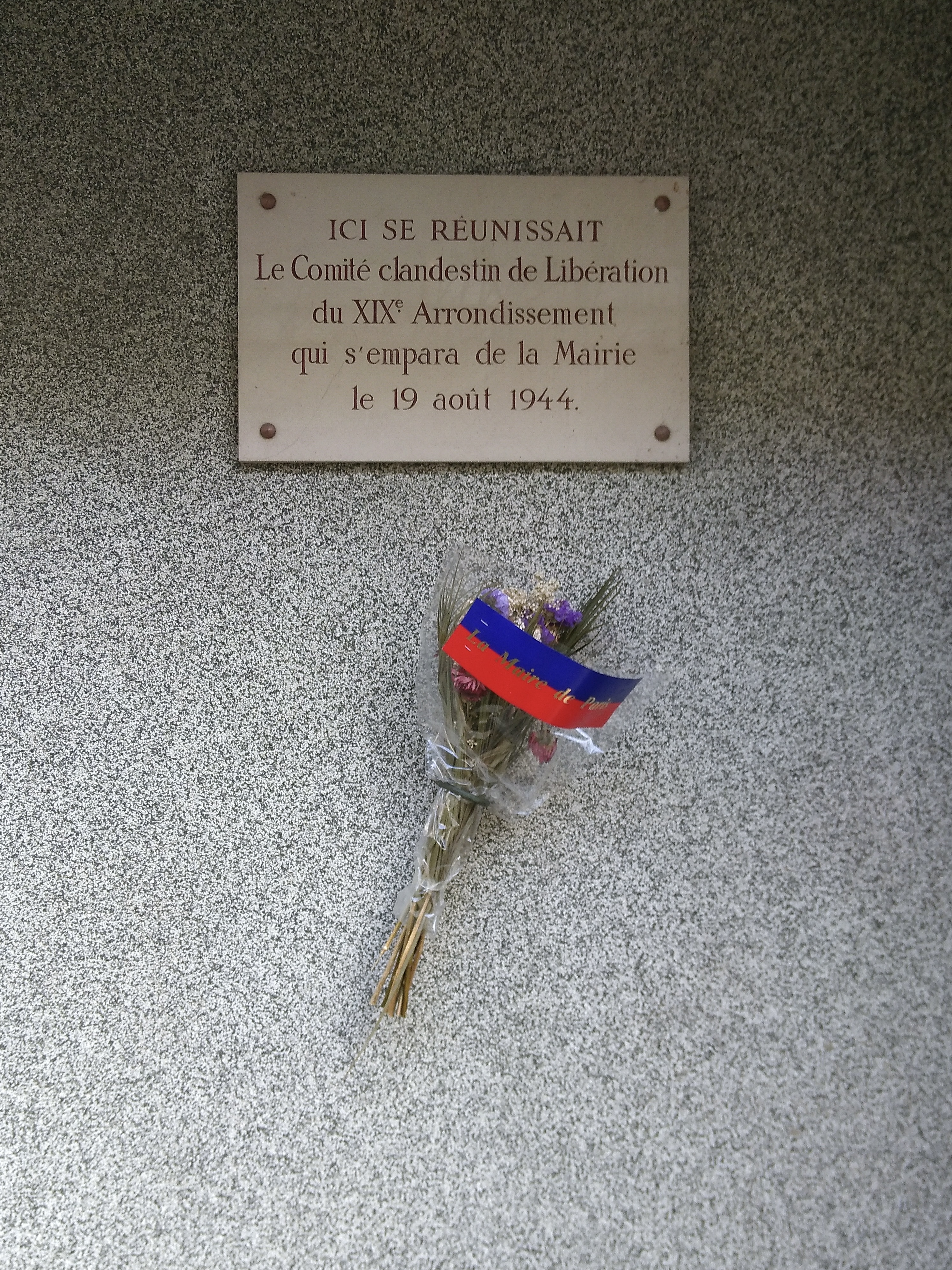
Plaque commémorative apposée au n° 14.
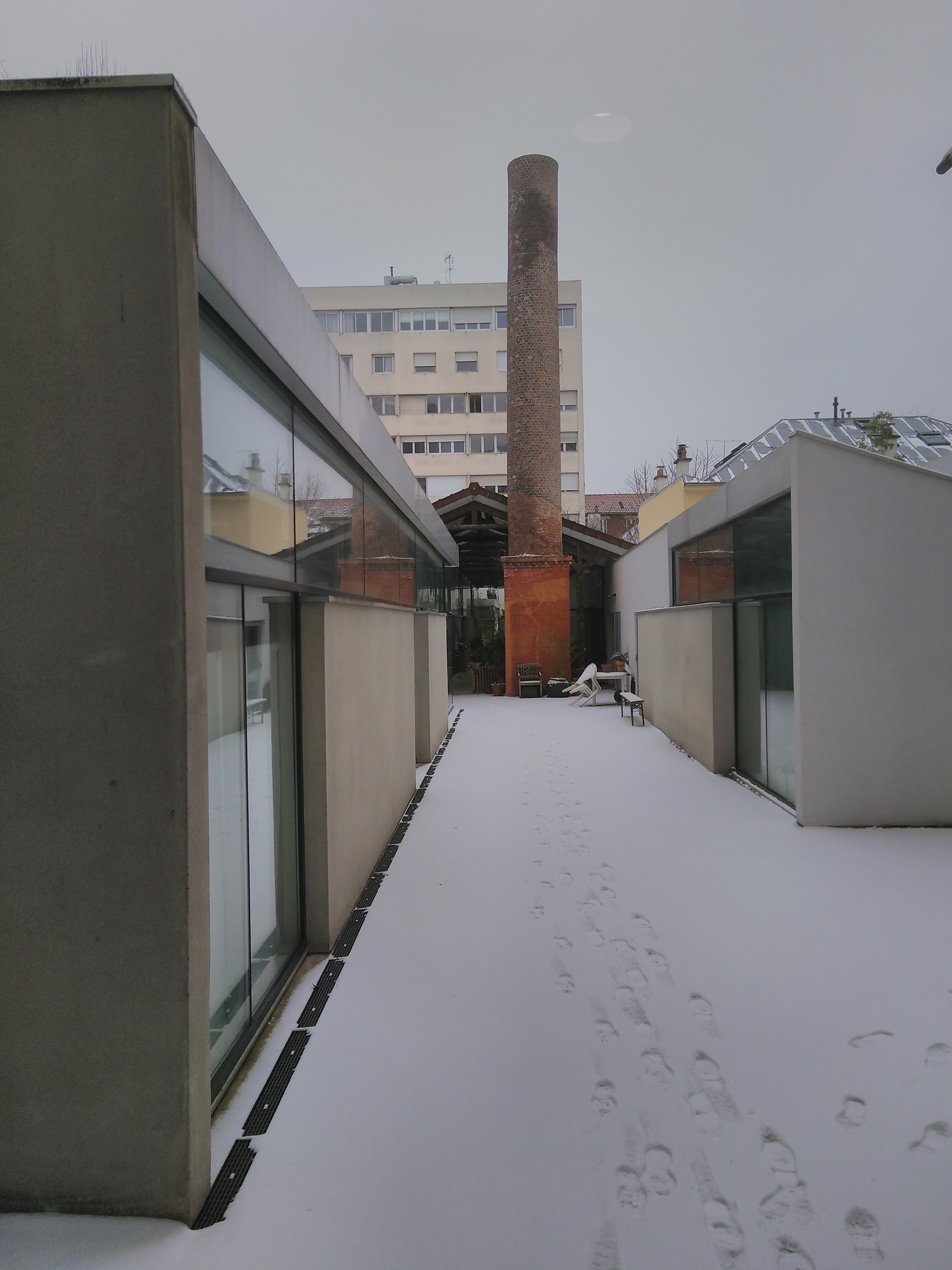
Ateliers d'artistes au no 25, à l'emplacement d'une ancienne miroiterie.
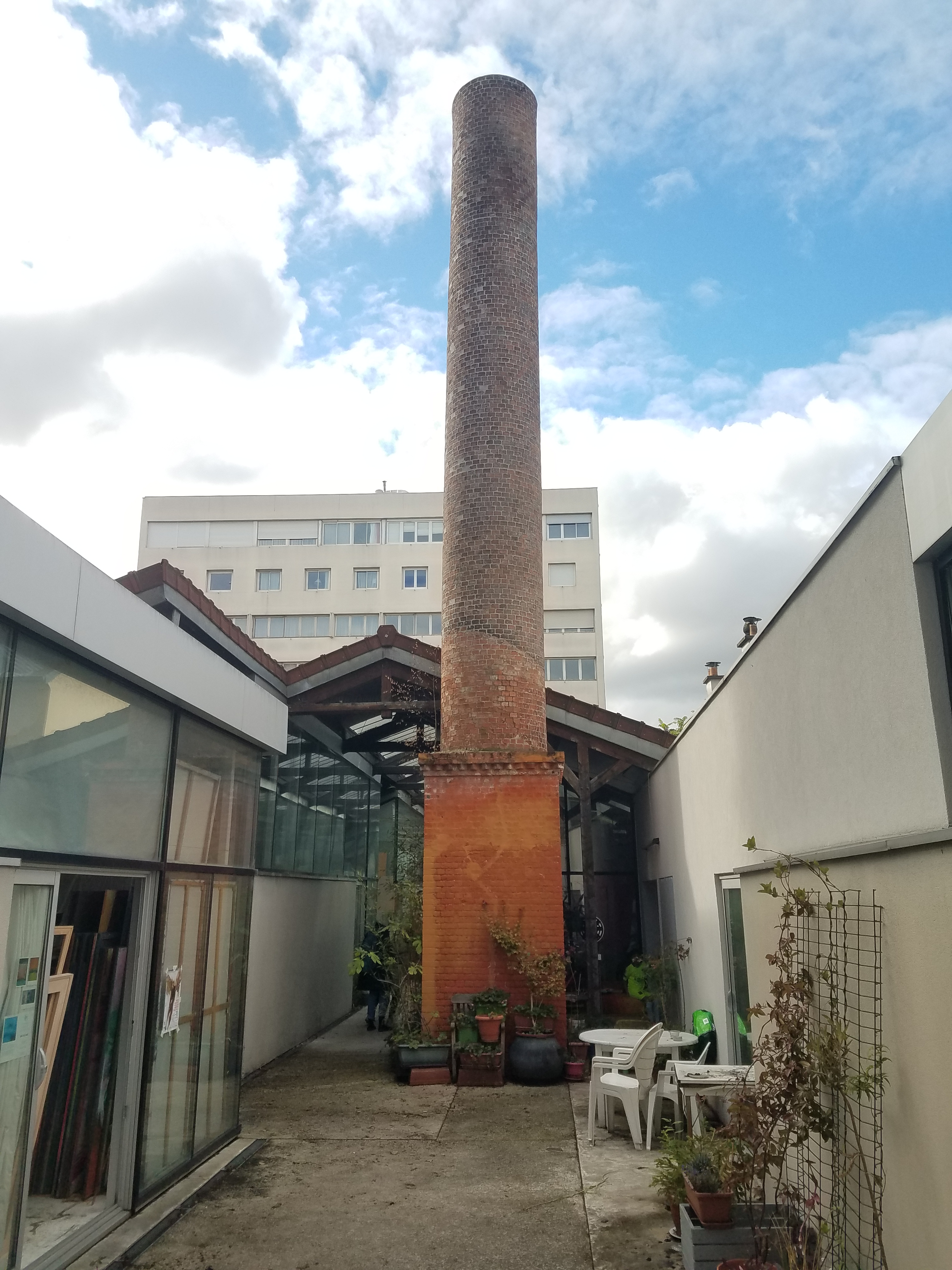
Les mêmes ateliers pris lors des portes ouvertes des ateliers d'artistes de Belleville.